# Elyjah
Elyjah war eine Post-Rock-Band aus Berlin.  

## Geschichte
Im Herbst 2003 in Berlin gegründet, arbeitete die Band zunächst rein instrumental. „Filigran aufgefächert, fordernd rhythmisiert und mit wuchtigen Riffs und Noise-Ausbrüchen kommen die ersten Tracks daher“.
2006 erschien als erste Veröffentlichung von Elyjah bei dem österreichischen Label Siluh Records eine Split EP mit dem Wiener Postrock-Kollektiv Thalija. Ebenfalls 2006 schrieb die Band den Soundtrack für den Animationsfilm Der selbstsüchtige Riese von Steffen Kreft. 
In den folgenden drei Jahren widmete sich Elyjah der Arbeit an ihrem Debütalbum Planet, Planet, das am 20. November 2009 über das von den Bandmitgliedern gegründete Label Klimbim Records erschien. Die Texte entstanden in Zusammenarbeit mit dem  Musiker und Textdichter Robin tom Rink. Die Kritik nahm das Debüt positiv auf, obwohl der Support eines renommierten Labels fehlte. So landete Planet, Planet in der Visions im Soundcheck der Ausgabe #201 auf Platz 3, sowie im Jahrespoll der Ausgabe #202 auf Platz 2 der Postrock Charts.
Das von den Berliner Designern Stefan Guzy und Björn Wiede aufwendig gestaltete Artwork zu Planet, Planet gewann beim 89th Annual Award des Art Directors Club New York in der Kategorie „Best Package Design“ Silber und Gold beim European Design Award 2010 in der Kategorie „Packaging | CD/DVD Cover“.
Die Band steuerte zu dem Fernsehfilm Das Wunder von Berlin von 2008 einige Songs bei und taucht auch in der Anfangsszene als Punkband auf.
Im November 2012 verkündete Elyjah die Auflösung der Band.

## Diskografie
Alben
- 2009: Planet, Planet (Klimbim Records / Cargo Records)

EPs
- 2006: Split-EP mit Thalija (Siluh Records / Broken Silence)

## Auszeichnungen
- Gold;  European Design Award 2010 in der Kategorie „Packaging | CD/DVD Cover“
- Silber;  89th Annual Award des Art Directors Club New York in der Kategorie „Best Package Design“